# Pyrrhula leucogenis
Il ciuffolotto guancebianche o ciuffolotto filippino (Pyrrhula leucogenis Ogilvie-Grant, 1895) è un uccello passeriforme appartenente alla famiglia Fringillidae.

## Etimologia
Il nome scientifico della specie, leucogenis, deriva dall'unione delle parole greche λευκος (leukos, "bianco") e γενυς (genys/genus, "parte bassa della faccia"), col significato di "dalle guance bianche" (appellativo riscontrabile anche nel nome comune), in riferimento alla livrea di questi uccelli.

## Descrizione

### Dimensioni
Misura 15-16,5 cm di lunghezza, per un peso di 19 g.

### Aspetto
L'aspetto di questi uccelli è quello tipico dei ciuffolotti, massiccio e robusto, con grossa testa e becco tozzo e massiccio, di forma arrotondata.
Il piumaggio ricorda vagamente quello dei maschi di passero: esso si presenta infatti perlopiù di colore bruno, più chiaro e tendente all'isabella su petto e ventre e più scuro su ali e dorso: il sottoala e i fianchi sono grigiastri, le guance sono bianco-grigiastre (da cui il nome comune e il nome scientifico) e dello stesso colore è il codione, mentre il sottocoda assume sfumature giallastre. Ali e coda sono nere, così come nere sono la faccia e la calotta cefalica. Il becco è nerastro, così come le zampe: gli occhi sono invece di colore bruno scuro.

In questa specie, a differenza degli altri ciuffolotti, il dimorfismo sessuale è poco evidente, con la presenza (similmente a quanto osservabile nel ciuffolotto bruno) di una linea di colore rosso-arancio sull'ultima penna delle remiganti terziarie che rappresenta una peculiarità del maschio.

## Biologia
Si tratta di uccelli diurni, che vivono perlopiù in coppie e si muovono fra i rami bassi e il sottobosco, dimostrandosi piuttosto schivi e nascondendosi al minimo segnale di pericolo: ciononostante, mentre si muovono si dimostrano piuttosto vocali, tenendosi in contatto fra loro con continui richiami pigolanti.

### Alimentazione
La dieta del ciuffolotto filippino è quasi del tutto ignota: nonostante si tenda a credere che (similmente agli altri ciuffolotti) sia una specie quasi esclusivamente granivora, in natura è stato osservato nutrirsi perlopiù di bacche, piccoli frutti (come quelli di Viburnum), fiori e germogli.

### Riproduzione
La stagione riproduttiva di questi uccelli comprende i mesi di marzo e aprile: durante questo periodo le coppie sviluppano una spiccata territorialità, che porta i due componenti a scacciare energicamente gli eventuali intrusi. Non si conosce ancora nulla circa le abitudini riproduttive di questa specie, tuttavia si pensa che esse non differiscano significativamente per modalità e tempistica da quelle degli altri ciuffolotti e dei fringillidi in generale.

## Distribuzione e habitat
Come intuibile dal nome comune, il ciuffolotto filippino è endemico delle Filippine, dove colonizza la Cordigliera Centrale e i Monti Zambales su Luzon e i monti Malindang, Kitanglad, Hilong-Hilong, Apo e Mayo su Mindanao: la specie sembrerebbe inoltre essere presente anche su Panay.
L'habitat di questi uccelli è rappresentato dalle aree di foresta umida a prevalenza di querce e con presenza di licheni e folto sottobosco, nelle vallate e nelle zone collinari.

## Tassonomia
Se ne riconoscono due sottospecie:
- Pyrrhula leucogenis leucogenis Ogilvie-Grant, 1895 - la sottospecie nominale, endemica di Luzon;
- Pyrrhula leucogenis steerei Mearns, 1909 - endemica di Mindanao.

Mancano invece informazioni tassonomiche sulla popolazione di Panay, che si pensa tuttavia faccia parte della sottospecie nominale.
Nell'ambito del genere Pyrrhula, il ciuffolotto guancebianchi forma (assieme al ciuffolotto bruno) un clade basale del Sud-est asiatico, dal quale hanno avuto origine tutte le specie ascritte al genere.